# Florence Gould
 (avril 2025).
Si vous disposez d'ouvrages ou d'articles de référence ou si vous connaissez des sites web de qualité traitant du thème abordé ici, merci de compléter l'article en donnant les références utiles à sa vérifiabilité et en les liant à la section « Notes et références ».
Pour les articles homonymes, voir Gould.
Florence Gould, née Florence La Caze à San Francisco le 1er juillet 1895 et morte à Cannes le 28 février 1983, est une femme de lettres et salonnière américaine. 
Elle épouse en 1923 le milliardaire Frank Jay Gould. 

## Biographie
Florence Gould est la fille de Maximilien Lacaze, un éditeur d'origine française ayant fait fortune en Californie. À l'origine, elle se destinait à une carrière de chanteuse d'opéra. Elle épouse en 1923 Frank Jay Gould (1877-1956), issu d'une richissime famille américaine qui a fait fortune dans les chemins de fer.
Elle est célèbre pour avoir tenu durant plusieurs décennies (à l'hôtel Meurice, à Paris ; dans sa demeure au 129, avenue de Malakoff ; dans sa villa « La Vigie », à Juan-les-Pins ; et ensuite dans sa villa « Le Patio », à Cannes) un salon où étaient reçues de nombreuses personnalités des milieux littéraires et artistiques.
Pendant l'occupation allemande de Paris, au cours de la Seconde Guerre mondiale, elle a maintenu, toujours citoyenne américaine, son salon du jeudi, recevant des lettrés français et des Allemands francophiles. Parmi les premiers étaient Marcel Jouhandeau, Jean Paulhan et Paul Léautaud, et parmi les seconds étaient le capitaine écrivain Ernst Jünger, qui passait souvent du temps avec Louis-Ferdinand Céline, qui lui faisait une très mauvaise impression ; Gerhard Heller, qui, selon certains, aurait servi de modèle à Vercors dans son Silence de la mer ; et Ludwig Vogel, pilote de la Luftwaffe et espion américain. Selon Herbert R. Lottman, « il y avait toujours foule chez Florence Gould ». La mécène américaine finançait en outre, sous le manteau, une collection de livres dont un titre de Jouhandeau. Florence Gould poursuivit ses activités après la Libération. Dans son salon se nouaient souvent les liens qui influençaient les élections à l'Académie française[réf. nécessaire].
Une semaine après la Libération, Florence Gould continue ses salons alors que ses amis allemands quittent Paris. Elle est désignée comme une « collabo » ou encore une des deux « reines collabos », l'autre étant Marie-Louise Bousquet,.
Roger Peyrefitte, dans ses carnets de souvenirs, a beaucoup écrit à son sujet, en particulier sur ses déjeuners à l'hôtel Meurice. Volontiers caustique, il y critique la qualité médiocre de la nourriture qu'elle y offre et l'avarice de l'hôtesse. Les Journaux littéraires de Paul Léautaud et de Matthieu Galey, autres convives réguliers, informent également, sur un ton toutefois moins acide.
Fondatrice de plusieurs prix, dont les prix Roger Nimier pour la littérature et Max Jacob pour la poésie, elle lègue son immense fortune à la fondation qui porte son nom et qui contribue au renforcement des liens culturels entre les États-Unis et la France. 
En juin 1970, elle rejoint de l'Académie des beaux-arts comme membre étranger. Elle est aussi membre de la Légion d'honneur et chevalier des Arts et des Lettres.
La villa de Florence Gould « Le Patio » à Cannes (9 boulevard Eugène-Gazagnaire) est envahie par des voleurs armés et masqués en août 1978. Ils ligotent Mme Gould et s'enfuient avec 750 000 dollars de bijoux. 
Elle meurt en 1983. Une messe est célébrée en l'église Notre-Dame des Pins de Cannes. Sa dépouille est ensuite transférée au cimetière de Woodlawn, pour être inhumée aux côtés de son mari.
La vente de ses collections rassemblée pendant plus de 30 ans dans sa villa Le Patio, à Cannes (tableaux, mobiliers, bijoux, etc.), bat des records d'enchères en 1985[réf. nécessaire]. 
En 2003, la fondation Florence Gould distribue pour 14 millions de dollars en soutien à différentes institutions et œuvres.

## Reconnaissance
Une annexe de l'hôpital américain de Paris (Neuilly-sur-Seine) porte son nom. À New York ouvre en 1988 le Florence Gould Hall, dirigé par le French Institute Alliance Française. Il y a également un Florence Gould Theater à San Francisco. Il existe aussi un pavillon Florence-Gould au château de Blérancourt (musée national de l'Histoire de la coopération franco-américaine), à Blérancourt, et un salon Florence Gould à l'opéra Garnier, à Paris.